# Bodenalgen
Als Bodenalgen werden eukaryotische, photoautotrophe Mikroorganismen bezeichnet, deren Lebensraum sich auf der Bodenoberfläche oder im Inneren des Bodens befindet. Sie werden fast immer von prokaryotischen Cyanobakterien begleitet, die in derselben ökologischen Nische leben. Terrestrische Algen müssen aufgrund der zumindest zeitweise eingeschränkten Wasserverfügbarkeit an das Leben an Land angepasst sein; die herkömmlichen Habitate von Algen sind hingegen alle Arten von Gewässern.
Der dänische Botaniker Johannes Boye Petersen unterschied nach dem Biotop drei ökologische Gruppen: aero-terrestrische Algen oder Luftalgen leben auf Substraten, die permanent über die Bodenoberfläche erhöht sind (z. B. Baumstämme), hydro-terrestrische Algen kommen auf permanent nassen oder wassergesättigten Böden vor. Die eigentlichen Bodenalgen bilden die dritte Gruppe, von ihm eu-terrestrische Algen genannt.
Verwandtschaftlich kommen Bodenalgen aus fast allen Algengruppen die im Süßwasser leben. Der Schwerpunkt der vertretenen Sippen liegt bei den fadenförmigen und coccoiden  „Grünalgen“ (insbesondere Chlorophyceae), den Kieselalgen und den Gelbgrünen Algen (Xanthophyceae).
Da das Lichtangebot unterhalb der Bodenoberfläche rasch abnimmt, wird für etliche Arten auch eine mixotrophe Lebensweise angenommen, um in auch Bereichen, die für die Photosynthese nicht ausreichend hell sind, zu überleben. Einige Arten nutzen Sonnenlicht als Energiequelle, sind aber auf die Zufuhr bestimmter organischer Moleküle angewiesen.  Ein ökologisch ähnlicher Lebensraum wird von Luftalgen bewohnt, die sich auf Oberflächen wie Felsblöcken oder Baumrinden spezialisiert haben. In der Nähe von Bodenalgen stehen funktionell auch die Schneealgen, deren Zellen nach der Schmelze in alpinen oder polaren Böden überdauern.
Bodenalgen sind als Primärproduzenten ein wichtiger Bestandteil des Edaphons. An Sonderstandorten, auf denen aufgrund von abiotischen Umweltfaktoren wie etwa extreme Temperaturen, der Exposition oder der Wasserverfügbarkeit keine höheren Pflanzen aufkommen können, können bestimmte Bodenalgen biogene Bodenkrusten („soil crusts“) entwickeln, die in Begleitung mit Cyanobakterien ein Klimaxstadium darstellen (z. B. in Wüsten oder auf Heideböden). Bedeutsam sind sie oft auch bei der Bodenbildung auf Rohboden-Standorten, wo sie Nährstoffe akkumulieren und durch Biomasse oder Krustenbildung die Bodenstruktur verbessern und die Bodenerosion gebremst werden kann.
Unter günstigen Bedingungen sind Populationen von Bodenalgen als grüner Anflug auf Bodenoberflächen mit freiem Auge erkennbar. Einzeln sind sie aufgrund ihrer Zellgrößen nicht mit freiem Auge erkennbar und gehören daher zu den Mikroalgen. Auch mit Hilfe des Lichtmikroskops können viele Sippen aufgrund der vielfach sehr reduzierten oder ähnlichen morphologischen Merkmale nicht näher angesprochen werden. Zur genaueren Untersuchung der Artenzusammensetzung ist daher eine Anlage und Beobachtung von Kulturen unerlässlich, in denen die isolierten Arten in ihrem Lebenszyklus studiert werden.